# Gertrud Ingestad
Gertrud Ingestad, född 1958 i Sverige, är en svensk EU-tjänsteman. Mellan 2016 och 2020 var hon generaldirektör för generaldirektoratet för informationsteknik (GD DIGIT) inom EU. I mars 2020 blev hon generaldirektör för direktoratet för mänskliga resurser och säkerhet. 

## Biografi
Gertrud Ingestad studerade bland annat språk och historia vid universitetet. Efter sina universitetsstudier arbetade hon som språklärare i Stockholm, innan hon år 1995 anslöt sig till Europeiska kommissionen. Här arbetade hon inom personalhantering. I januari 2014 blev hon chef för informationssystem och interoperabilitetslösningar på DG DIGI, vilket efteråt har bytt namn till Digital Business Solutions. Från 16 april 2016 till 15 mars 2020 var hon generaldirektör för generaldirektoratet för informationsteknologi (DIGIT). Sedan mars 2020 är hon generaldirektör för generaldirektoratet för mänskliga resurser och säkerhet.